# Eukoenenia necessaria
Eukoenenia necessaria är en spindeldjursart som beskrevs av Jules Rémy 1960. Eukoenenia necessaria ingår i släktet Eukoenenia och familjen Eukoeneniidae. Inga underarter finns listade i Catalogue of Life.